# Svenska Pride
Svenska Pride är en paraplyorganisation för svenska Pridearrangörer som grundades 2015.

## Om organisationen
För att stötta och samordna de lokala och regionala Pridearrangörerna i Sverige grundades organisationen Svenska Pride i januari 2015. Svenska Pride har till uppgift att skapa mötesplatser och erfarenhetsutbyten mellan Pridearrangörer, samt agera som en samlad portal för Pridefestivaler i Sverige.  Initiativtagare för organisationen är Susanne "Sussie" Hedlund. Svenska Pride är en av European Pride Organizers Associations (EPOA) samarbetspartners.
Enligt organisationens uppgift 2019 arrangerades ca 120 Pridefestivaler/Regnbågsveckor i Sverige. Den minsta av dem det året sades vara Pite älv Pride-turnén med stoppet i Arjeplog.